# Melanepalpus fulvus
Melanepalpus fulvus är en tvåvingeart som beskrevs av Townsend 1914. Melanepalpus fulvus ingår i släktet Melanepalpus och familjen parasitflugor.
Artens utbredningsområde är Peru. Inga underarter finns listade i Catalogue of Life.